# Louay Kayyali
Louay Kayyali, en arabe : لؤي كيالي ou Al-Kayyali, né le 20 janvier 1934 à Alep et mort dans la même ville le 26 janvier 1978, est un peintre syrien. Il est connu pour ses scènes de la vie quotidienne et du monde du travail, où il évoque les conditions sociales de ses contemporains. Il a peint notamment des portraits de marchands de rue, de pêcheurs, de lavandières et de femmes connues ou inconnues. Il est reconnu comme artiste éminent sur la scène syrienne et internationale.

## Biographie

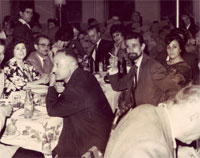
Louay Kayyali et Wahbi Al-Hariri à Alep en 1964.

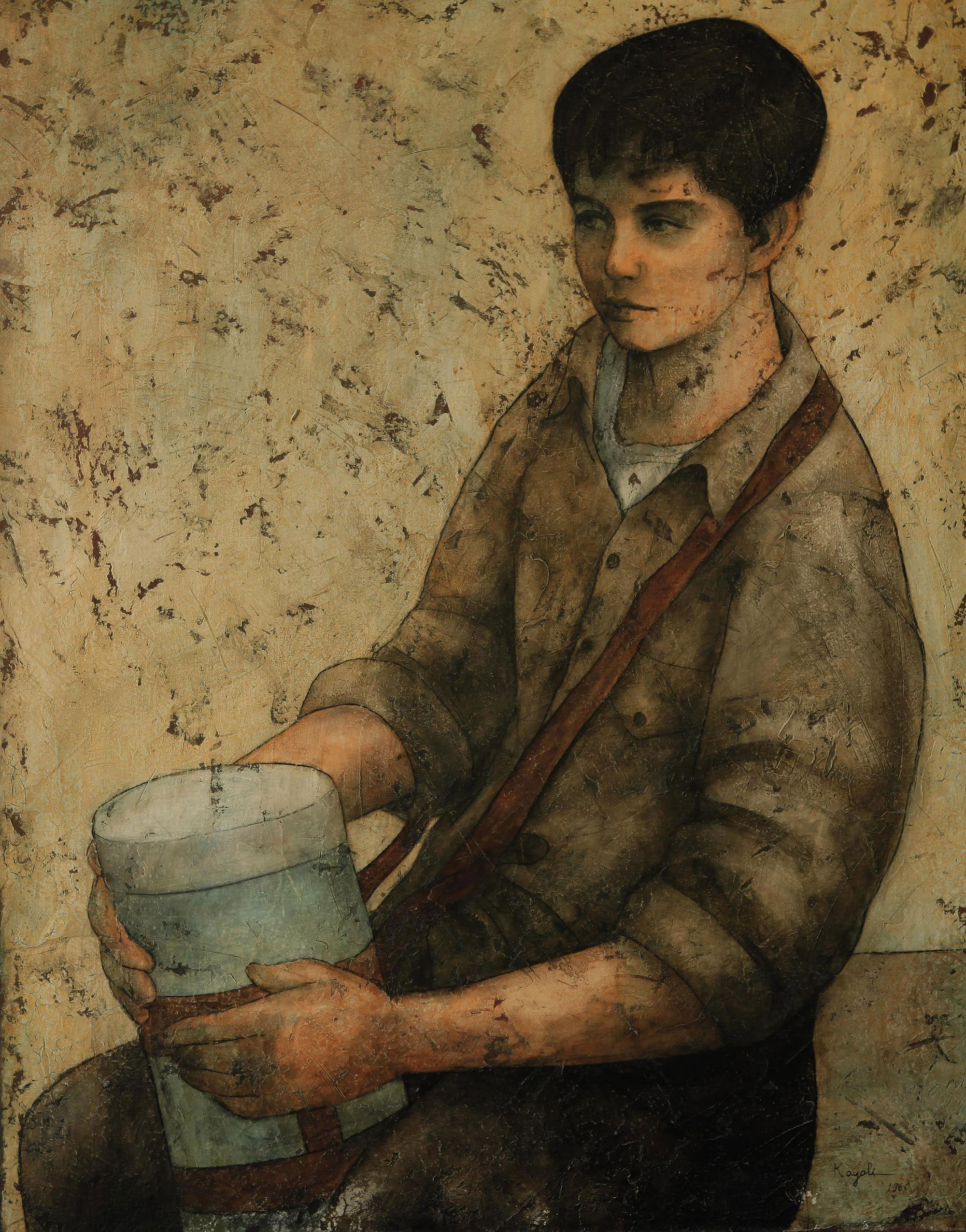
Le marchand de glaces

Al-Kayyali étudie à l'école Al-Rajhiz, où sa première œuvre est exposée en 1952, puis à l'Académie des beaux-arts de Rome en Italie, où il obtient son diplôme en 1961,. L'artiste syrien Wahbi Al-Hariri joue un grand rôle dans la carrière de Kayyali. Il est son mentor, de même qu'il a été le mentor de Fateh Al-Moudarres. En 1955, il les présente mutuellement. Puis, Moudarres and Kayyali font découvrir l'art moderne syrien à la Biennale de Venise. Après son séjour à Rome, Kayyali retourne en Syrie et il enseigne dans la toute nouvelle faculté des beaux-arts de l'université de Damas, où enseigne également Fateh Al-Moudarres. La même année, il fait une exposition au International Modern Art Hall de Damas, où il présente vingt-huit huiles sur toile et trente dessins,. Dès 1965, il souffre de problèmes de santé psychique. Al-Kayyali meurt en 1978, victime de brûlures graves après que sa cigarette a mis le feu à son lit,,.

## Ventes
En 2009, Bonhams vend une peinture de Kayyali pour 132 000 USD.
En 2008, Christie's vend diverses peintures de Kayyali:
- Portrait of a Lady, 34 600 USD
- Motherhood, 157 000 USD
- The Laundrette, 43 000 USD

Le 16 avril 2006, Christie's vend deux autres peintures de Kayyali:
- Boy Reading, 135 750 USD
- Big Boy with Watering Can, 159 750 USD

Le 25 octobre 2011, Christie's vend son tableau Fisherman in Arwad pour 194 500 USD.